# Хеййо-Мару
Хеййо-Мару (Heiyo Maru) — судно, яке під час Другої світової війни взяло участь у операціях японських збройних сил на Каролінських островах. 
Хеййо-Мару спорудили в 1930 році на верфі Osaka Iron Works на замовлення компанії Nippon Yusen Kaisha.
У якийсь момент судно реквізували для потреб Імперського флоту Японії.
У січні 1943 року Хеййо-Мару прийняло в районі Токіо понад 1700 військовослужбовців та близько 4000 тонн військових вантажів та попрямувало в одиночний рейс до атола Трук у центральній частині Каролінських островів (тут ще до війни створили потужну базу японського ВМФ, з якої до лютого 1944-го провадились операції в цілому ряді архіпелагів). 17 січня на переході між Сайпаном (Маріанські острови) та Труком, дещо менш ніж за три сотні кілометрів на північ від останнього, судно торпедував американський підводний човен USS Whale і воно затонуло.
19 січня 1943-го на пошуки Хеййо-Мару з Труку вийшли переобладнаний тральщик Атака-Мару та водяний танкер Асаяма-Мару, які 21 січня відшукали місце загибелі Хійо-Мару і змогли врятувати 70 членів екіпажу та 1021 пасажира. Втім, людські втрати в цьому інциденті були вельми високими та становили 44 члени екіпажу та близько 900 пасажирів.